# Vic-sur-Seille
Vic-sur-Seille település Franciaországban, Moselle megyében. Lakosainak száma 1325 fő (2022. január 1.). Vic-sur-Seille Arracourt, Bezange-la-Grande, Juvrecourt, Morville-lès-Vic, Moyenvic és Salonnes községekkel határos.

## Népesség
A település népessége az elmúlt években az alábbi módon változott:
| Lakosok száma | 1354 | 1333 | 1305 | 1398 | 1295 | 1292 | 1283 | 1332 | 1329 | 1325 |
|               | 2008 | 2013 | 2015 | 2016 | 2017 | 2018 | 2019 | 2020 | 2021 | 2022 |